# کامبیوم چوب‌پنبه

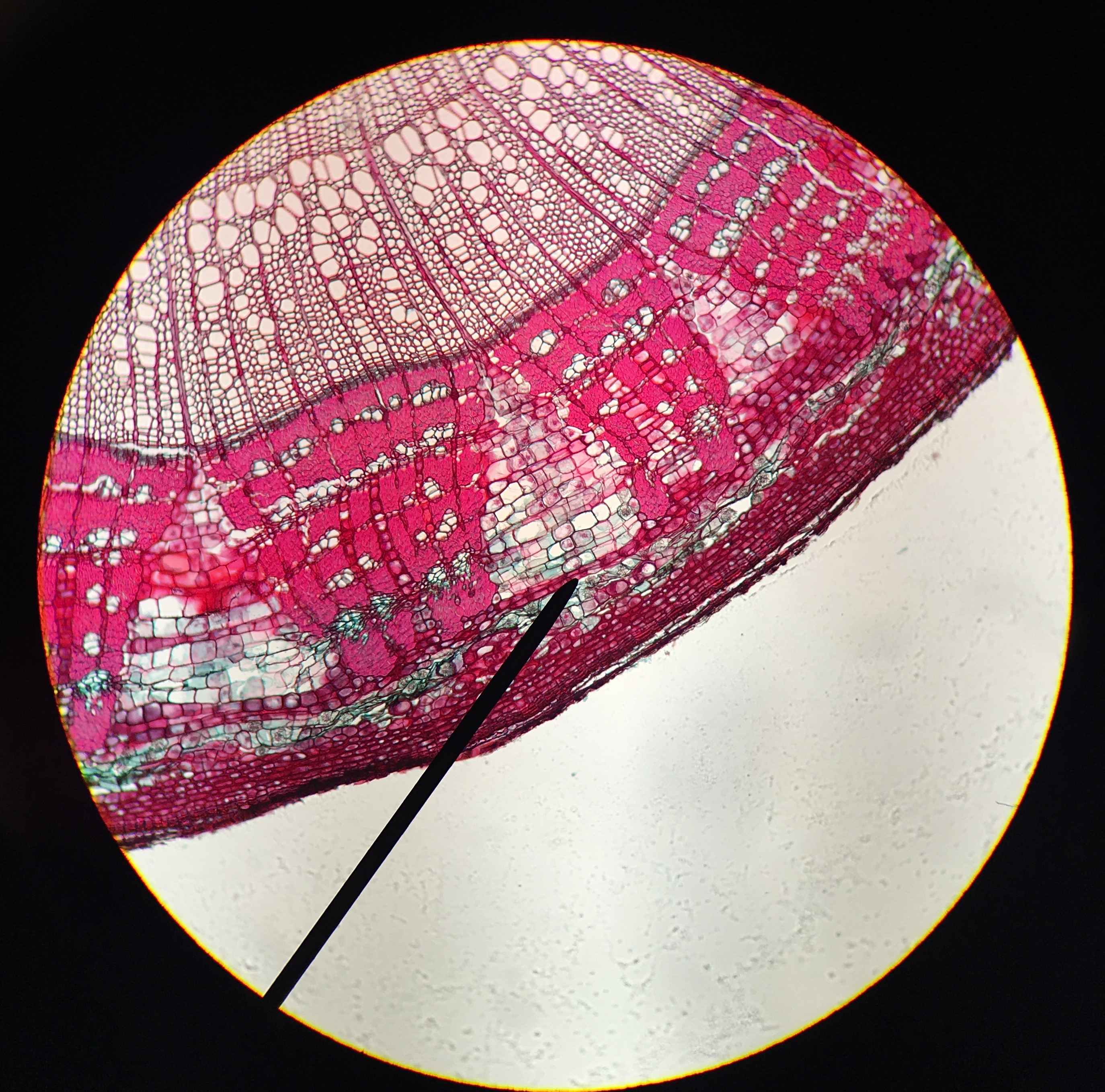
کامبیوم چوب‌پنبه‌ساز ساقه چوبی (نمدار)

کامبیوم چوب‌پنبه‌ساز (فلوژن) (به انگلیسی: Cork cambium) بافتی است که در آوندداران زیادی به عنوان بخشی از پیراپوست یافت می‌شود. کامبیوم چوب‌پنبه‌ساز، مریستم (سلول بنیادی گیاه) جانبی و مسئول رشد پسین است که در ریشه و ساقه جانشین روپوست (Epidermis) می‌شود. در گیاهان چوبی و بسیاری از گیاهان دولپه‌ای، بازدانگان و تعدادی از تک‌لپه‌ای‌ها (گرچه تک‌لپه‌ای‌ها معمولاً فاقد رشد ثانویه هستند) یافت می‌شوند.